# Sukiya
Sukiya (すき家) é uma rede japonesa de restaurantes da empresa Zensho, que oferecem como prato principal o gyūdon. Possui mais de 2,000 estabelecimentos no Japão e cerca de 2,500 no total. Seu slogan é "Economize tempo e dinheiro". A decoração dos restaurantes costuma homenagear Yokohama, onde o primeiro restaurante foi aberto.

## História

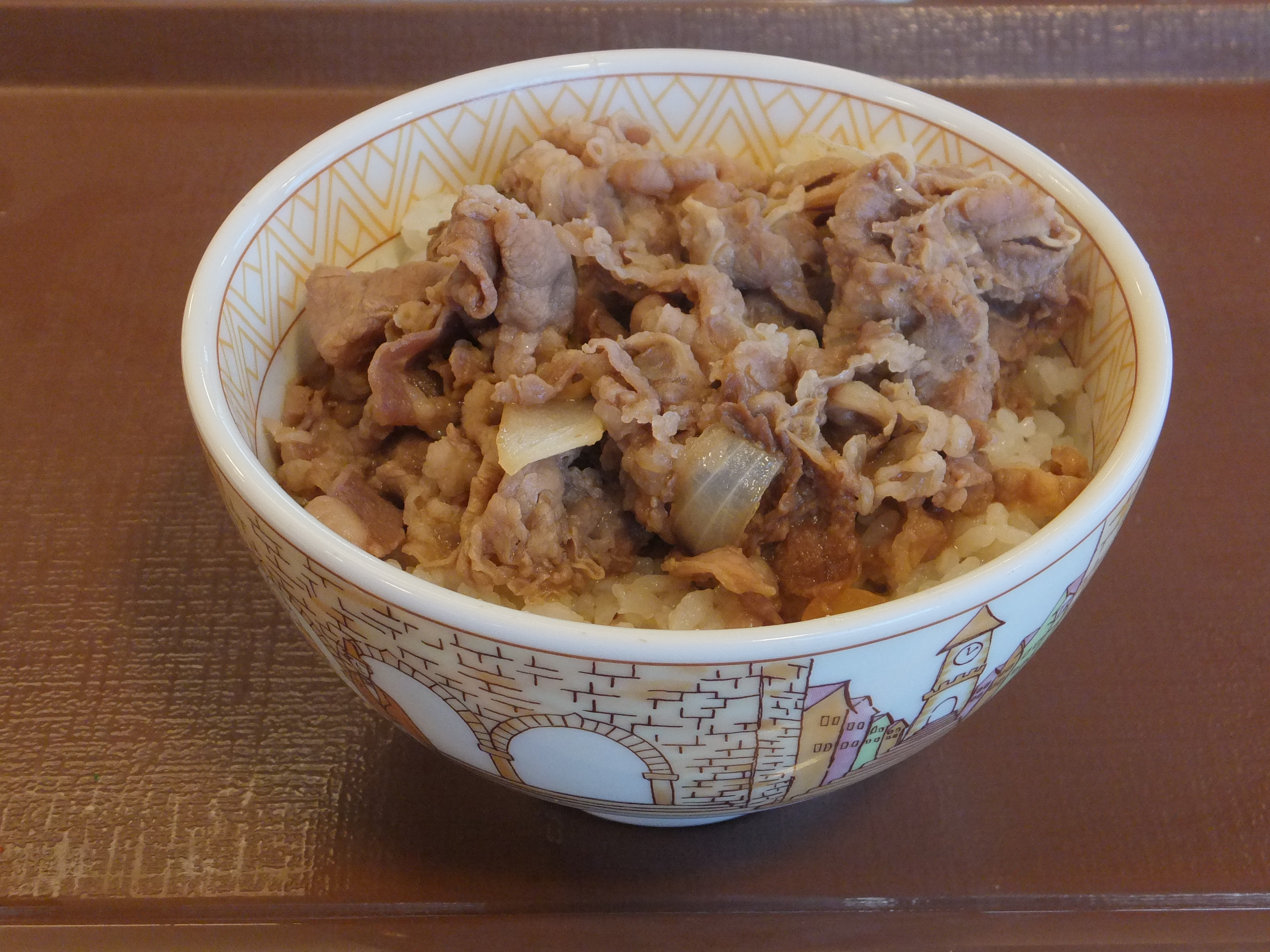
Um prato de gyūdon servido no Sukiya

Em junho de 1982, a Zensho Holdings foi fundada em Tsurumi-ku, Yokohama, por Kentaro Ogawa, que já possuia experiência administrando a cadeia de restaurantes Yoshinoya. Um mês depois, a empresa abriu uma lanchonete na localidade de Namamugi visando atrair clientes que trabalhavam nas fábricas da região. Os negócios não estavam indo bem enquanto vendiam vários tipos de prato, então o restaurante começou a vender apenas tigelas de gyūdon. Em novembro, este restaurante foi oficialmente estabelecido como Sukiya. O nome vem das palavras "sukiyaki" e "suki" (gostar, em japonês).
Em 5 de fevereiro de 2004, Sukiya pausou as vendas de carne bovina devido ao surto de EEB nos Estados Unidos, que tornou a exportação de carne para o Japão proibida. Em 17 de setembro, retomaram o prato no cardápio trazendo carne bovina da Austrália. A proibição cessou em 2006, mas a Zensho manteve suspeitas sobre a qualidade da carne e apenas voltou a comprar dos Estados Unidos em 2010. Em junho de 2022, uma funcionária de um restaurante em Nagoya morreu por excesso de trabalho.

## Franquias internacionais
Existem 29 restaurantes da marca no Brasil. O primeiro foi aberto em março de 2010 no bairro da Liberdade, seguido por um na Avenida Paulista em fevereiro do ano seguinte. Todos os seguintes continuaram sendo abertos pela Região Metropolitana de São Paulo, até que o primeiro fora da região foi inaugurado em Sorocaba em outubro de 2024. Em janeiro de 2025, a segunda loja no interior de São Paulo foi aberta na cidade de Campinas.
1. 1 2 3  «牛丼の「すき家」は横浜発祥だったって本当？ - はまれぽ.com 神奈川県の地域情報サイト». はまれぽ (em japonês). 17 de abril de 2012. Consultado em 27 de junho de 2022
2. ↑  De Veyra, Joko Magalong (24 de novembro de 2021). «New eats: Japan's gyudon chain Sukiya opens in PH». ABS CBN NEWS (em inglês). Consultado em 27 de junho de 2020
3. ↑  «The low down on Japanese fast food». Japan Today (em inglês). Consultado em 28 de junho de 2022
4. ↑  «ゼンショーついに米国牛輸入再開、「吉野家」崩しへ最終戦争». Toyokezai Online (em japonês). 15 de dezembro de 2010. Consultado em 27 de junho de 2022. Arquivado do original em 20 de dezembro de 2010
5. ↑  «Worker at Japanese fast-food chain Sukiya dies while working alone». The Japan Times (em inglês). 3 de junho de 2022. Consultado em 28 de junho de 2022
6. 1 2  «Sukiya Brasil - Store» (em inglês). Consultado em 28 de junho de 2022
7. ↑  «Rede japonesa Sukiya quer fisgar brasileiro pelo bolso». Exame. 23 de fevereiro de 2011. Consultado em 10 de junho de 2024
8. ↑  @Sukiya (23 de outubro de 2024). «O fast food número 1 do Japão CHEGOU EM SOROCABA!🌟» – via Instagram
9. ↑  «Instagram». www.instagram.com. Consultado em 2 de abril de 2025

Em março de 2014 foi aberto o primeiro Sukiya em Taiwan. Em 12 de dezembro de 2019 o primeiro Sukiya em Hong Kong foi inaugurado, funcionando 24 horas por dia. O segundo foi aberto em agosto de 2020. Também em 2020, a rede chegou a Singapura. Na Índia, o cardápio inclui mais pratos com frango e vegetais em consideração aos Hindus que não comem carne bovina. México, Indonésia, Tailândia e Malásia também possuem franquias do restaurante.